# Xã Low Gap, Quận Newton, Arkansas
Xã Low Gap (tiếng Anh: Low Gap Township) là một xã thuộc quận Newton, tiểu bang Arkansas, Hoa Kỳ. Năm 2010, dân số của xã này là 268 người.